# 3. prosinec
3. prosinec je 337. den roku podle gregoriánského kalendáře (338. v přestupném roce). Do konce roku zbývá 28 dní.

## Události

### Česko
- 1310 – Nově zvolený král Jan Lucemburský, novomanžel princezny Elišky Přemyslovny, obsadil Prahu a vypudil z Pražského hradu svého soka Jindřicha Korutanského.
- 1918 – Pogrom v židovském ghettu v Holešově, při němž byli vojáky Československé armády zastřeleni Heřman Grünbaum a Hugo Gretzer, shodou okolností jejich bývalí spolubojovníci, kteří se jen nedávno vrátili z bojů v 1. světové válce.
- 2014 – V muničním skladu ve Vrběticích na Zlínsku vybuchlo 13 tun munice a muselo být evakuováno 430 lidí z okolních obcí.

### Svět
- 1533 – Po smrti moskevského velkoknížete Vasila III. na trůn usedl jeho tříletý syn Ivan IV. Hrozný.
- 1563 – Papež Pius IV. ukončil tridentský koncil, který výrazně posílil papežskou moc a pravomoci jezuitů. Došlo též k definitivnímu rozchodu katolické a evangelické církve.
- 1586 – Sir Thomas Herriot představil Anglii novou zeleninu z Kolumbie – brambory.
- 1621 – Galileo Galilei výrazně zdokonalil svůj dalekohled.
- 1901 – Americký obchodník King Camp Gillette podal patentovou přihlášku na bezpečnostní holicí strojek s výměnnou čepelkou – „žiletkou“, který se v následujících letech rozšířil prakticky po celém světě.
- 1967 – Jihoafrický chirurg Christiaan Barnard provedl v Kapském Městě první úspěšnou transplantaci lidského srdce.
- 1984 – Havárie chemičky v indickém Bhópálu si vyžádala tisíce obětí na životech a desetitisícům dalších lidí přinesla celoživotní zdravotní následky.
- 1989 – George Bush a Michail Gorbačov se po dvoudenním setkání na lodi nedaleko Malty dohodli na rozsáhlém odzbrojení a ukončení amerického embarga na SSSR.
- 1992 – První krátká textová zpráva na světě: vzkaz Merry Christmas odeslal britský programátor Neil Papworth z firmy Sema Group řediteli Vodafonu Richardu Jarvisovi.
- 2004 – Oranžová revoluce: Nejvyšší soud v Kyjevě prohlásil prezidentské volby na Ukrajině z 21. listopadu téhož roku za zmanipulované.

## Narození

### Česko

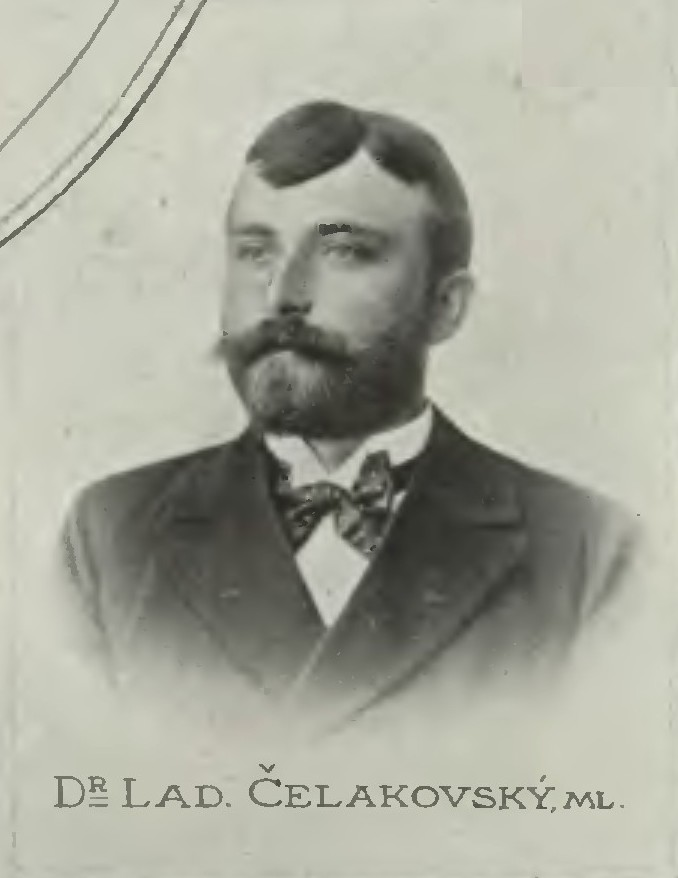
Ladislav František Čelakovský (* 1864)

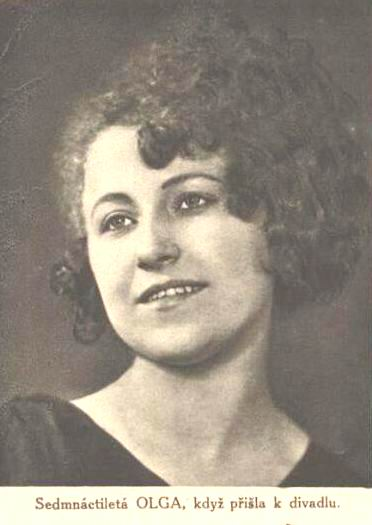
Olga Scheinpflugová (* 1902)

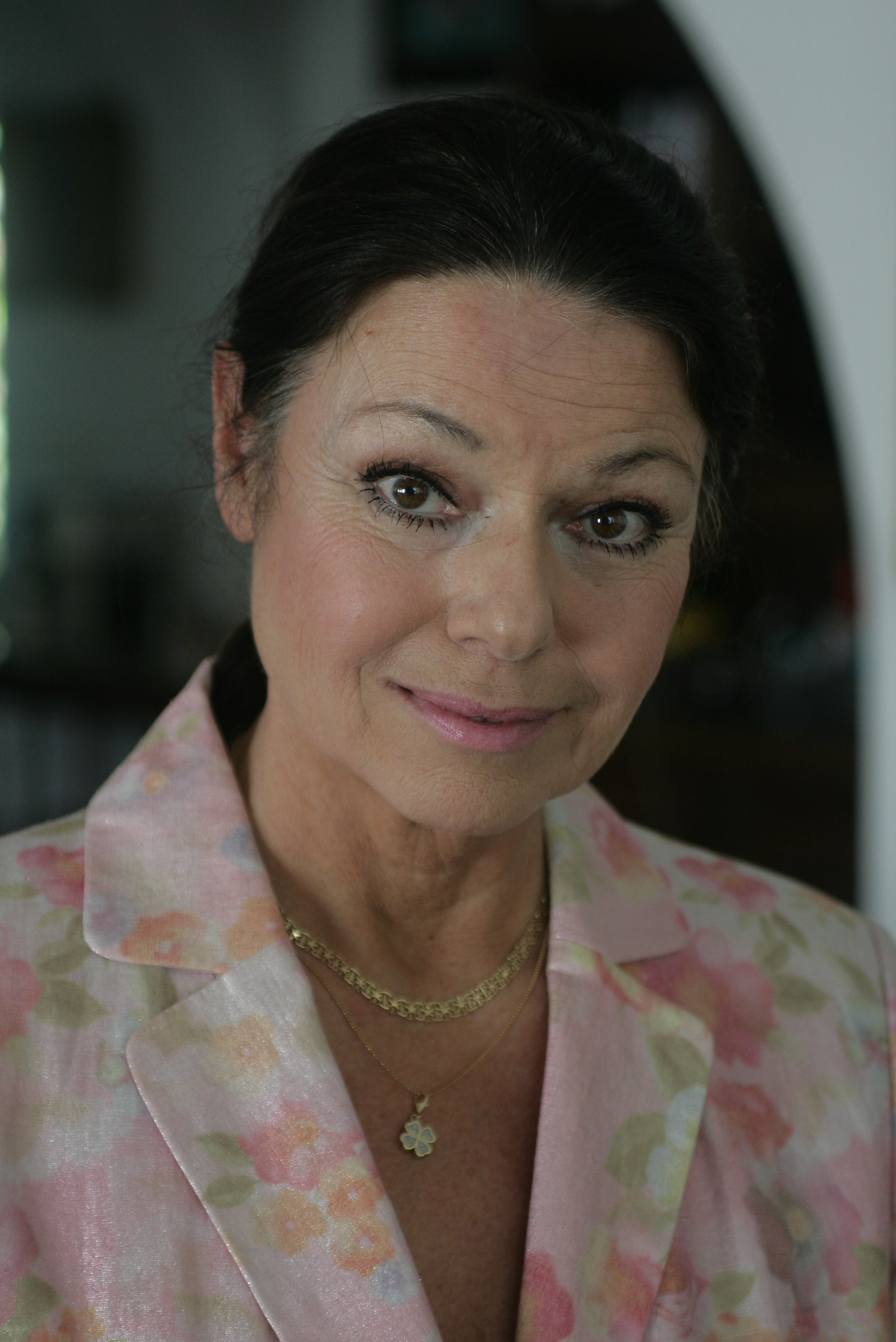
Eva Hudečková (* 1949)

- 1621 – Bohuslav Balbín, spisovatel († 28. listopadu 1688)
- 1758 – Josef Jelínek, hudební skladatel, klavírista a varhaník († 13. dubna 1825)
- 1791 – Tomáš Christ, česko-rakouský kněz a pedagog († 2. prosince 1870)
- 1826 – Franz Schmeykal, politik německé národnosti v Čechách († 5. dubna 1894)
- 1838 – František Xaver Franc, zahradník, amatérský archeolog († 20. ledna 1910)
- 1843 – Augustin Pánek, matematik († 10. prosince 1908)
- 1861 – Franz Schreiter, rakouský a český pedagog a politik († 31. prosince 1935)
- 1863 – Ladislav František Čelakovský, mykolog a botanik († 31. prosince 1916)
- 1867 – František Nušl, astronom († 17. září 1951)
- 1872 – Vojta Mádlo, dirigent, hobojista, hudební skladatel a pedagog († 14. prosince 1951)
- 1873 – Theodor Hackenberg, československý politik německé národnosti († ? 1946)
- 1884
  - Marie Rýdlová, herečka († 28. října 1971)
  - Josef Bartovský, hudební skladatel († 19. listopadu 1964)
- 1890
  - Otto Matoušek, malíř a legionář († 3. března 1977)
  - Karel Šmirous, vědec a průkopník barevné fotografie († 8. února 1981)
- 1893 – Jaroslav Janko, matematik († 23. ledna 1955)
- 1902 – Olga Scheinpflugová, herečka († 3. dubna 1968)
- 1903 – Jan Vostrčil, kapelník a filmový herec († 25. ledna 1985)
- 1905 – František Kubr, divadelník a organizátor († 23. května 1958)
- 1909 – Arnošt Štáfl, malíř († 7. února 2003)
- 1910 – Achille Gregor, spisovatel († 30. ledna 1998)
- 1912 – Josef Hrabák, literární historik, teoretik a kritik († 6. srpna 1987)
- 1913 – Jan Stránský, politik a novinář († 22. února 1998)
- 1915 – Richard Tesařík, generálmajor, Hrdina Sovětského svazu († 27. března 1967)
- 1920
  - Marie Ljalková, odstřelovačka († 2011)
  - Vladimír Bouzek, československý lední hokejista a trenér († 31. července 2006)
- 1921 – Bedřich Zelenka, herec († 14. října 2011)
- 1923 – Otakar Schindler, malíř a scénograf († 22. října 1998)
- 1928 – Jaroslav Doleček, amatérský filmař († 20. července 2017)
- 1930 – Vilém Kocych, malíř a sochař († 19. března 2007)
- 1931 – František Vaněk, československý hokejový reprezentant († 2. září 2020)
- 1941 – Max Wittmann, jazzový hudební publicista, skladatel a dirigent († 1. června 2011)
- 1943 – František Maxera, český keramik, disident a exulant v Rakousku († 3. května 2025)
- 1945 – Zdeněk Porybný, novinář
- 1948 – Jan Hrubý, houslista
- 1949 – Eva Hudečková, herečka a spisovatelka
- 1952
  - Josef Pleskot, architekt
  - Rostislav Vyzula, lékař, přednosta Kliniky komplexní onkologické péče a politik
- 1955 – Jiří Sobotka, sochař
- 1994 – Antonín Barák, fotbalista

### Svět

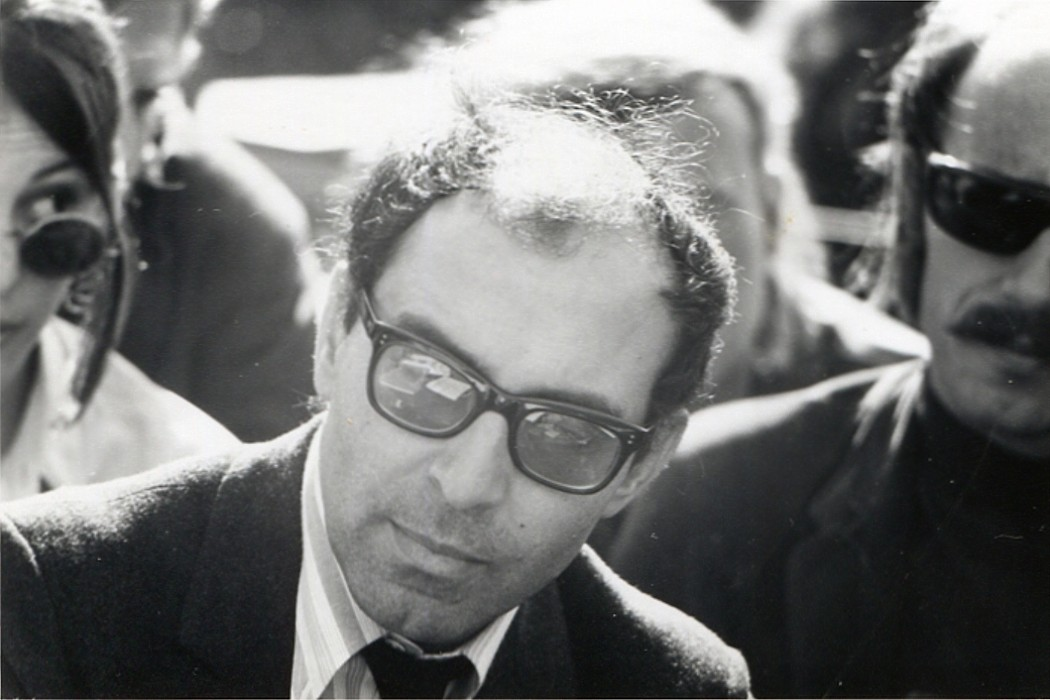
Jean-Luc Godard (* 1930)

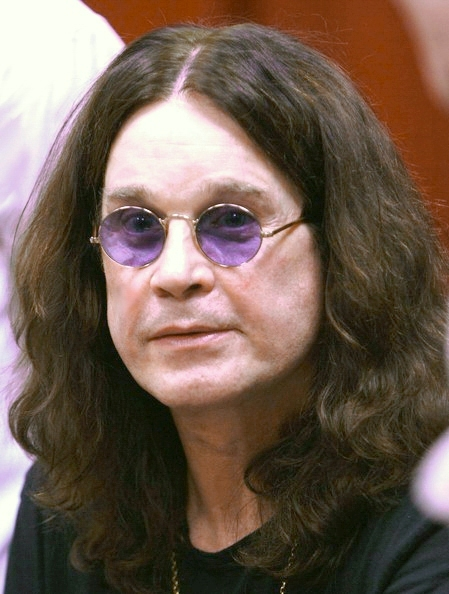
Ozzy Osbourne (* 1948)

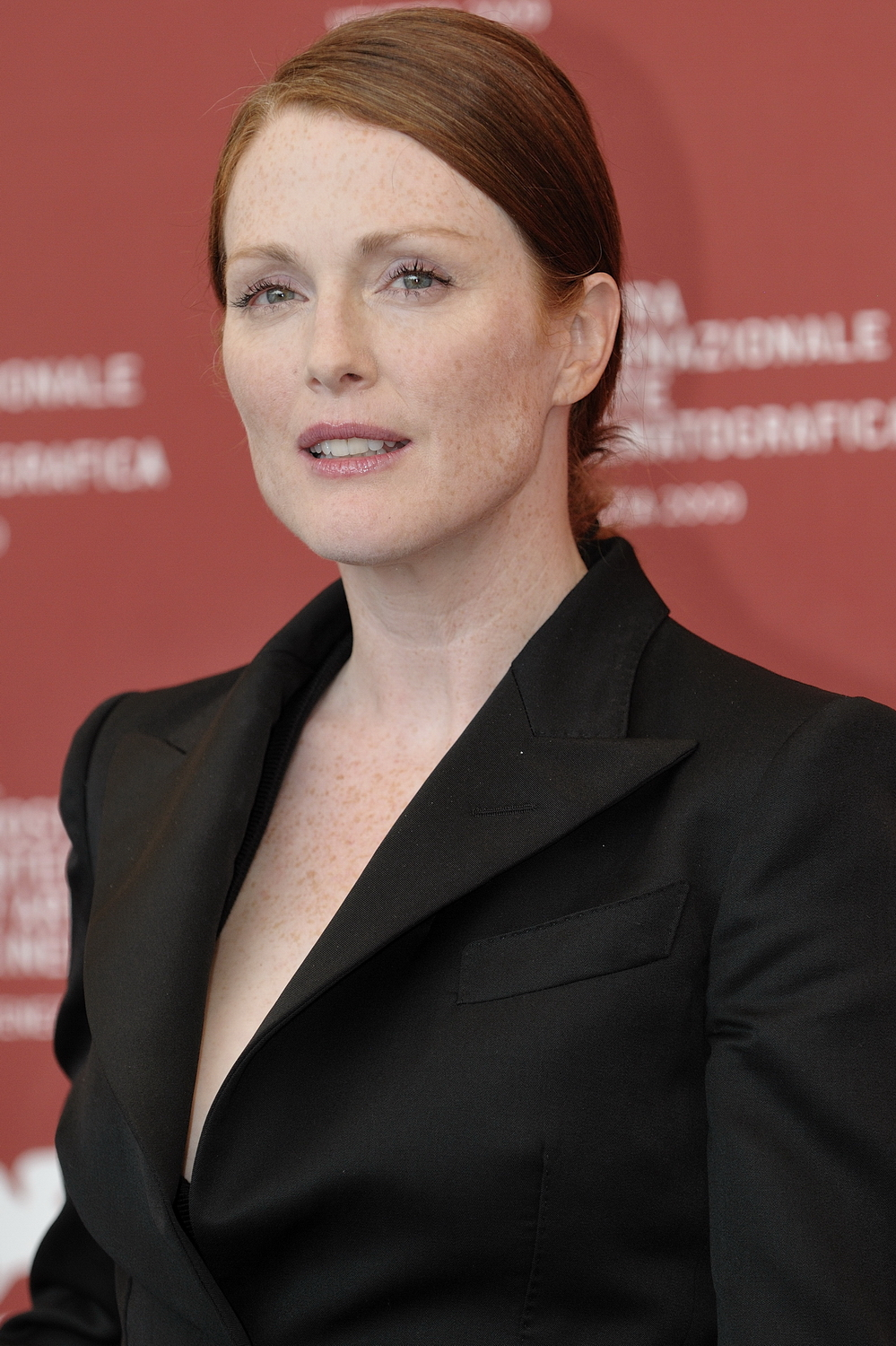
Julianne Moore (* 1960)

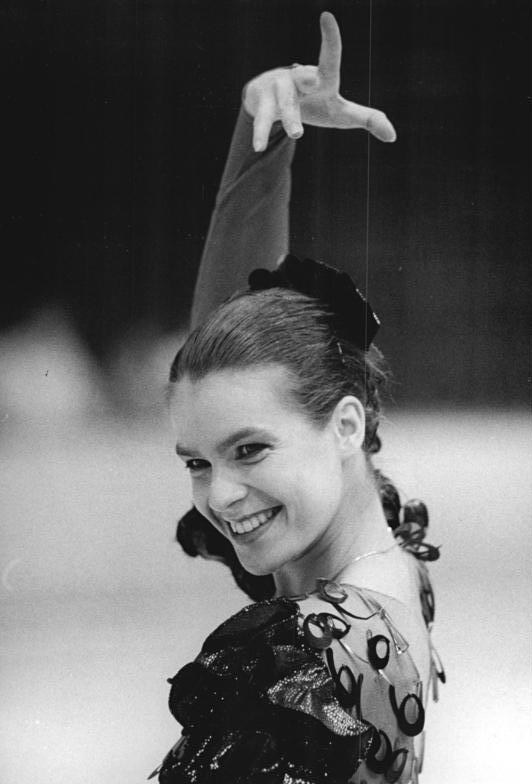
Katarina Witt (* 1965)

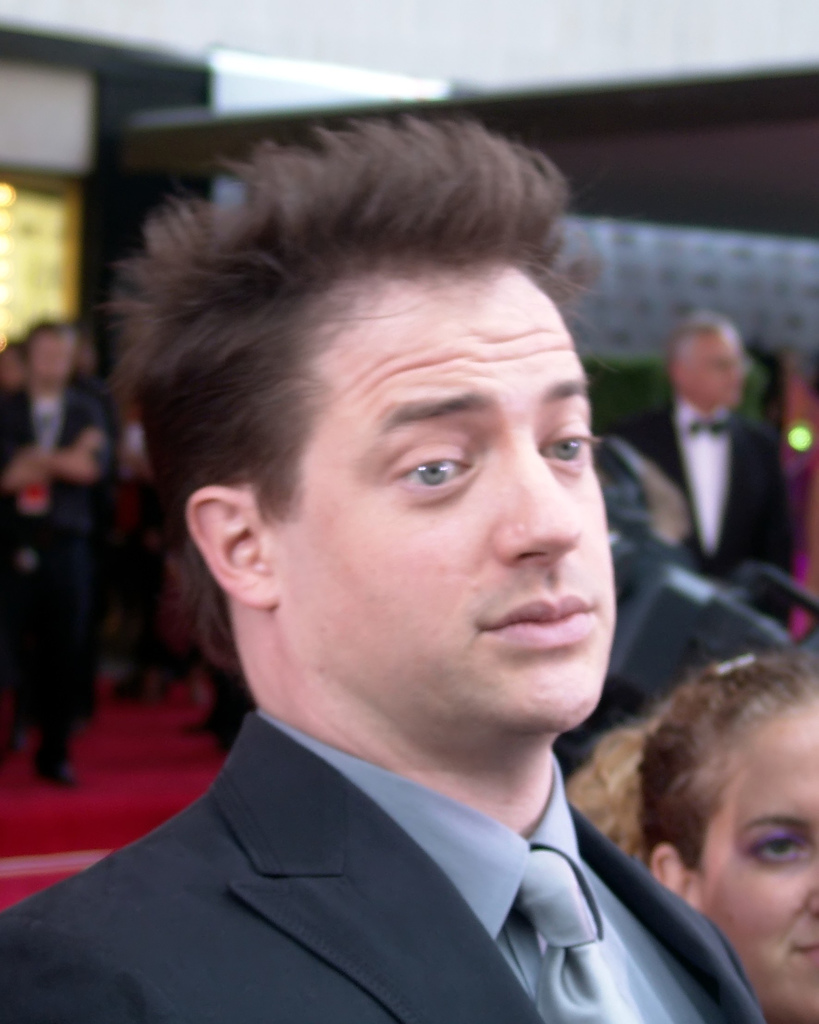
Brendan Fraser (* 1968)

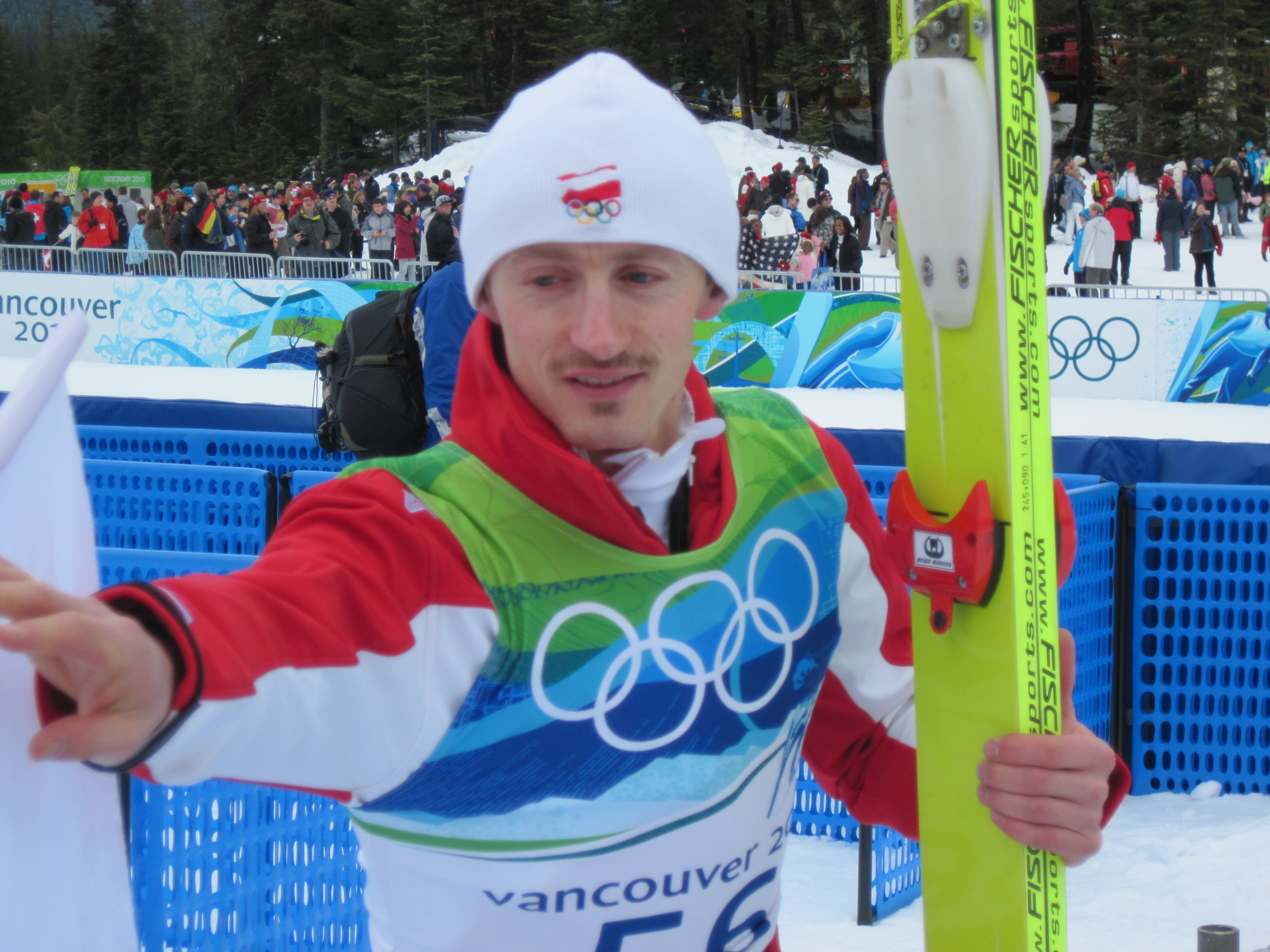
Adam Małysz (* 1977)

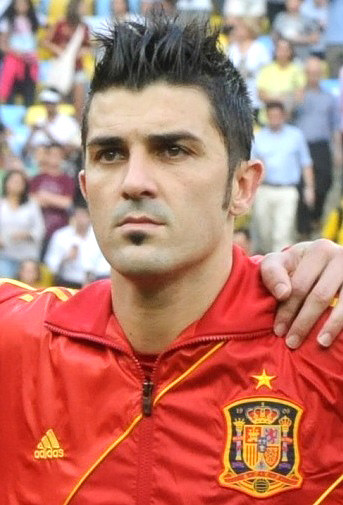
David Villa (* 1981)

- 1368 – Karel VI. Francouzský, francouzský král († 1422)
- 1447 – Bajezid II., turecký sultán († 26. května 1512)
- 1684 – Ludvig Holberg, baron z Holbergu, dánsko-norský osvícenský dramatik, romanopisec, esejista a historik († 28. června 1754)
- 1722 – Hryhorij Skovoroda, ukrajinský osvícenský filozof a spisovatel († 9. listopadu 1794)
- 1764 – Augusta Brunšvicko-Wolfenbüttelská, německá princezna z Hannoverské dynastie († 27. září 1788)
- 1766 – Robert Bloomfield, anglický básník († 19. srpna 1823)
- 1796 – Francis Patrick Kenrick, americký katolický arcibiskup († 8. července 1863)
- 1800 – France Prešeren, slovinský básník († 8. února 1849)
- 1812 – Hendrik Conscience, vlámský spisovatel († 10. září 1883)
- 1815 – Louis de Loménie, francouzský spisovatel († 2. dubna 1878)
- 1818 – Max von Pettenkofer, německý lékař – hygienik († 10. února 1901)
- 1822 – Korla Awgust Kocor, lužickosrbský hudební skladatel († 19. května 1904)
- 1830 – Frederick Leighton, anglický malíř a sochař († 25. ledna 1896)
- 1838
  - Luisa Pruská, pruská princezna, členka dynastie Hohenzollernů († 23. dubna 1923)
  - Octavia Hillová, britská sociální pracovnice († 13. srpna 1912)
- 1843 – Daniele Ranzoni, italský malíř († 20. října 1889)
- 1844 – Vladan Đorđević, srbský politik, lékař, spisovatel a předseda vlády († 18. srpna 1930)
- 1857 – Joseph Conrad, anglický spisovatel polského původu († 3. srpna 1924)
- 1864 – Nicola Perscheid, německý portrétní fotograf († 12. května 1930)
- 1867 – Fran Milčinski, slovinský právník, vypravěč a dramatik († 24. října 1932)
- 1869 – Anne Brigmanová, americká fotografka († 8. února 1950)
- 1874 – Pedro Poveda Castroverde, španělský světec, mučedník († 28. července 1936)
- 1880 – Fedor von Bock, německý polní maršál († 4. května 1945)
- 1883 – Anton Webern, rakouský skladatel a dirigent († 15. září 1945)
- 1884 – Rádžéndra Prasád, první indický prezident († 26. února 1963)
- 1886 – Manne Siegbahn, švédský fyzik, nositel Nobelovy ceny za fyziku († 26. září 1978)
- 1887 – Naruhiko Higašikuni, první premiér Japonska po druhé světové válce († 20. ledna 1990)
- 1891 – Gustaf Lindblom, švédský olympijský vítěz v trojskoku († 26. dubna 1960)
- 1895 – Anna Freudová, britská psychoanalytička rakouského původu († 1982)
- 1896 – Michael Balint, maďarský psychoanalytik († 31. prosince 1970)
- 1898
  - Fritz Steuben, německý spisovatel († 4. června 1981)
  - Michail Iljič Koškin, sovětský konstruktér († 26. září 1940)
- 1899 – Hajato Ikeda, premiér Japonska († 13. srpna 1965)
- 1900 – Richard Kuhn, německý biochemik, Nobelova cena za chemii 1938 († 1. srpna 1967)
- 1901 – Paul Ludwig Landsberg, německý filozof († 1944)
- 1902 – Jack Cameron, kanadský hokejista, zlato na OH 1924 († 29. prosince 1981)
- 1911 – Nino Rota, italský hudební skladatel († 10. dubna 1979)
- 1922 – Sven Nykvist, švédský kameraman († 20. září 2006)
- 1923 – Paul Shan Kuo-hsi, tchajwanský kardinál († 22. srpna 2012)
- 1924
  - John Backus, americký počítačový vědec († 17. března 2007)
  - John Winter, australský olympijský vítěz ve skoku do výšky († 5. prosince 2007)
  - Edwin Ernest Salpeter, rakousko-australsko-americký astrofyzik († 26. listopadu 2008)
- 1925 – Ferlin Husky, americký zpěvák country hudby († 17. března 2011)
- 1927 – Andy Williams, americký zpěvák a herec († 25. září 2012)
- 1930 – Jean-Luc Godard, francouzský režisér  († 13. září 2022)
- 1933 – Paul J. Crutzen, nizozemský chemik, nositel Nobelovy ceny († 28. ledna 2021)
- 1934 – Viktor Gorbatko, sovětský vojenský letec a kosmonaut († 17. května 2017)
- 1940
  - Svetozár Stračina, slovenský hudební skladatel, klavírista († 26. února 1996)
  - Kišin Šinojama, japonský fotograf
- 1942 – Mike Gibson, irský ragbista
- 1944 – Thierry Boon-Falleur, belgický genetik
- 1946 – Joop Zoetemelk, nizozemský silniční cyklista, olympijský vítěz
- 1947 – Percy Jones, velšský baskytarista
- 1948
  - Benny Morris, izraelský historik
  - Ozzy Osbourne, britský zpěvák heavymetalové kapely Black Sabbath († 22. července 2025)
- 1949 – John Akii-Bua, ugandský olympijský vítěz v běhu na 400 metrů překážek, 1972 († 20. června 1997)
- 1950
  - Alberto Juantorena, kubánský atlet
  - Zuzana Benčeková Tahy, slovenská restaurátorka
- 1951 – Mike Stock, anglický skladatel a producent
- 1956
  - Charles M. Huber, německý herec a humanitární aktivista
  - Ewa Kopaczová, předsedkyně vlády Polska
- 1959 – Michael Glawogger, rakouský režisér († 22. dubna 2014)
- 1960
  - Julianne Moore, americká herečka
  - Daryl Hannah, americká herečka
- 1965 – Katarina Wittová, německá krasobruslařka, herečka, televizní moderátorka a obchodnice
- 1968 – Brendan Fraser, americký herec
- 1969 – Halvard Hanevold, norský biatlonista († 3. září 2019)
- 1970 – Katarzyna Skrzynecka, polská zpěvačka a herečka
- 1971 – Henk Timmer, nizozemský fotbalový brankář
- 1972 – Bucky Lasek, americký skateboardista
- 1973
  - Holly Marie Combs, americká herečka
  - Ľubomír Reiter, slovenský fotbalista
- 1977 – Adam Małysz, polský skokan na lyžích
- 1981 – David Villa, španělský fotbalista
- 1982 – Michael Essien, ghanský fotbalista
- 1985 – Amanda Seyfriedová, americká herečka

## Úmrtí

### Česko
- 1679 – Aaron Simeon Spira-Wedeles, vrchní pražský rabín (* 1599)
- 1804 – Stanislav Vydra, kněz a matematik (* 13. listopadu 1741)
- 1861 – Václav Josef Rosenkranz, obrozenecký skladatel (* 8. června 1797)
- 1866
  - Jan Křtitel Václav Kalivoda, houslista a skladatel (* 21. února 1801)
  - Engelbert Eligius Richter, historik, teolog, rektor univerzity v Olomouci (* 1796)
- 1875 – Josef Ackermann, děkan litoměřické kapituly (* 8. března 1803)
- 1880 – Jaromír Břetislav Košut, orientalista (* 18. ledna 1854)
- 1903 – Anna Forchheimová-Rajská, herečka (* 1822)
- 1909 – Jan Bochenek, malíř (* 2. května 1831)
- 1914 – František Čuhel, moravský a rakouský ekonom (* ? 1862)
- 1915 – Theodor Kohn, arcibiskup olomoucký (* 22. března 1845)
- 1926 – Cyril Metoděj Hrazdira, skladatel, dirigent a sbormistr (* 16. ledna 1868)
- 1927 – Václav Alois Jung, jazykovědec a lexikograf (* 8. srpna 1858)
- 1931 – Emanuel Leminger, pedagog a archeolog (* 25. prosince 1846)
- 1934 – Wilhelm Medinger, československý politik německé národnosti (* 7. ledna 1878)
- 1940 – Josef Kachník, teolog (* 13. května 1859)
- 1941 – Miloš Seifert, zakladatel československého woodcrafterského hnutí (* 8. ledna 1887)
- 1942 – Anton Ujváry, slovenský fotbalista (* 13. července 1913)
- 1945 – Emil Bobek, československý politik německé národnosti (* 6. ledna 1883)
- 1946 – František Truhlář, letec v RAF (* 19. listopadu 1917)
- 1952 – popraveni:
  - Rudolf Slánský, komunistický politik (* 31. července 1901)
  - Vladimír Clementis, slovenský politik, právník a spisovatel (* 20. září 1902)
  - Rudolf Margolius, právník a náměstek ministra zahraničního obchodu (* 1913)
  - André Simone, levicový novinář, spisovatel a politik (* 27. května 1895)
  - Josef Frank (politik), komunistický politik, oběť čistek (* 25. února 1909)
  - Bedřich Reicin, agent NKVD, politik, oběť vlastních soudruhů (* 29. září 1911)
  - Otto Šling, komunistický politik, oběť politických procesů (* 24. srpna 1912)
  - Ludvík Frejka, československý politik a publicista (* 15. ledna 1904)
  - Karel Šváb, komunistický funkcionář a představitel Státní bezpečnosti (* 13. května 1904)
  - Bedřich Geminder, československý komunistický funkcionář židovského původu (* 19. listopadu 1901)
  - Otto Fischl, náměstek ministra financí, v letech 1949–1951 československý velvyslanec ve Východním Německu  (* 17. srpna 1902)
- 1964 – Bohumil Schweigstill, pedagog a autor loutkových her (* 27. března 1875)
- 1968 – Antonín Borovička, kapelník a hudební skladatel (* 4. listopadu 1895)
- 1979 – František Kriegel, politik, přední osobnost pražského jara roku 1968 (* 10. dubna 1908)
- 1987 – Metoděj Florian, grafik, řezbář a hudebník (* 6. prosince 1904)
- 1990 – Cyril Chramosta, malíř, grafik a stavitel (* 6. března 1908)
- 1991 – Václav Hudeček, divadelní režisér (* 21. února 1929)
- 1998 – Antonín Liška, český generál, pilot RAF, spisovatel (* 14. července 1911)
- 2003 – Marie Marešová, herečka (* 22. června 1922)
- 2004 – Eva Šenková, herečka, zpěvačka a tanečnice (* 8. srpna 1923)
- 2005 – Jan Bůžek, hudební skladatel a pedagog (* 16. února 1927)
- 2007 – Jan Fuchs, herec a rozhlasový moderátor (* 21. května 1930)
- 2009 – Jan Jelínek, evangelický kněz a zachránce pronásledovaných (* 1912)

### Svět

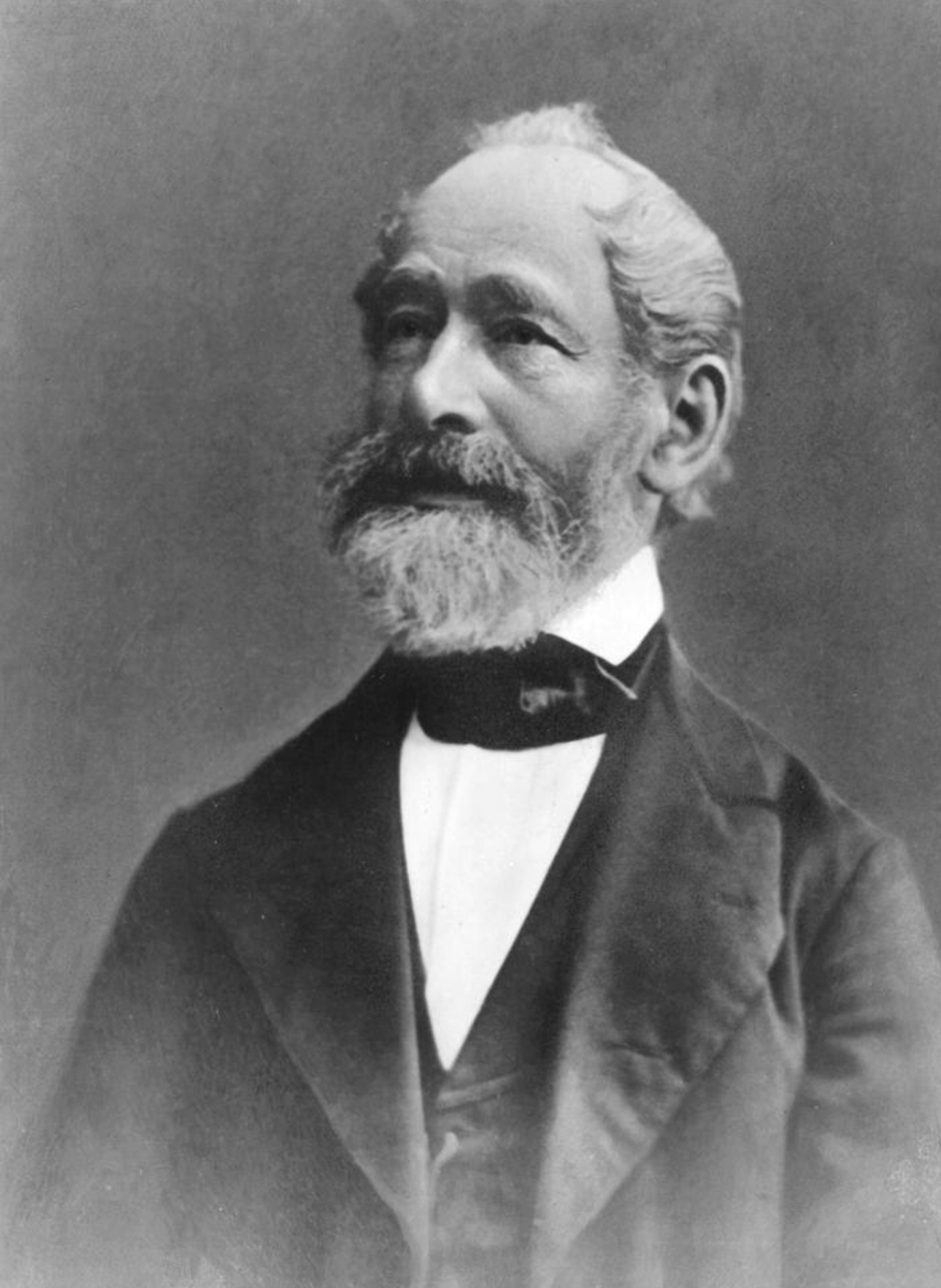
Carl Zeiss († 1888)

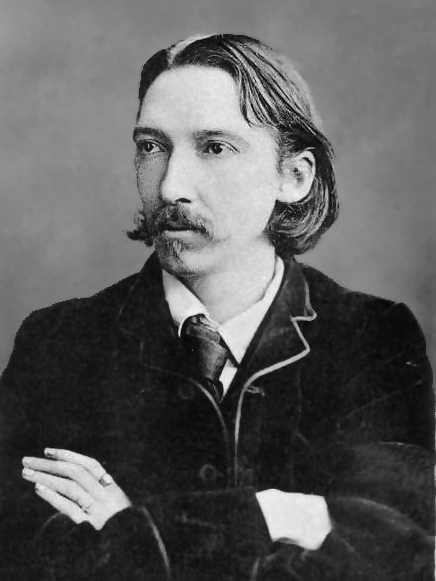
Robert Louis Stevenson († 1894)

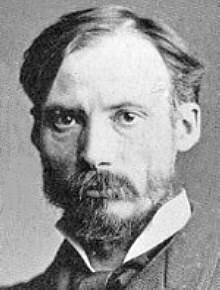
Pierre Auguste Renoir († 1919)

- 1202 – Konrád z Querfurtu, biskup v Hildesheimu a Würzburgu (* 1160)
- 1266 – Jindřich III. Bílý, vratislavský kníže ze slezské linie Piastovců
- 1552 – František Xaverský, baskický misionář, katolický světec (* 7. dubna 1506)
- 1585 – Thomas Tallis, anglický hudební skladatel (* 1505)
- 1668 – William Cecil, 2. hrabě ze Salisbury, anglický vojevůdce a šlechtic (* 28. března 1591)
- 1702 – Giovanni Maria Pagliardi, italský hudební skladatel (* ? 1637)
- 1789 – Claude Joseph Vernet, francouzský malíř (* 14. srpna 1714)
- 1807 – Clara Reevová, anglická spisovatelka (* 1729)
- 1823 – Giovanni Battista Belzoni, italský cestovatel a archeolog (* 5. listopadu 1778)
- 1826 – Levin August von Bennigsen, ruský generál německého původu (* 10. února 1745)
- 1839 – Frederik VI., dánský a norský král (* 28. ledna 1768)
- 1841 – Paolo di Pola, benátský šlechtic, básník, libretista (* 10. února 1773)
- 1854 – Johann Peter Eckermann, německý básník (* 21. září 1792)
- 1857 – Christian Daniel Rauch, německý sochař (* 2. ledna 1777)
- 1877 – Alexandre-François Debain, francouzský výrobce hudebních nástrojů (* 6. července 1809)
- 1882 – Sergej Něčajev, ruský revolucionář a anarchista (* 2. října 1847)
- 1888
  - Ivan Alexejevič Šestakov, ruský admirál, ministr námořnictva (* 13. dubna 1820)
  - Carl Zeiss, německý optik (* 1816)
- 1889 – Baltasar Saldoni, katalánský varhaník, skladatel a muzikolog (* 4. ledna 1807)
- 1891 – Anton Hanke slovinský speleolog českého původu (* 21. prosince 1840)
- 1892 – Afanasij Fet, ruský básník (* 5. prosince 1820)
- 1894 – Robert Louis Stevenson, skotský romanopisec a básník (* 13. listopadu 1850)
- 1898 – Augusta Württemberská, sasko-výmarsko-eisenašská princezna (* 4. října 1826)
- 1903 – Meyliservet Kadınefendi, manželka osmanského sultána Murada V. (* cca 1854)
- 1906 – Ambro Pietor, slovenský novinář a publicista (* 15. října 1843)
- 1919 – Auguste Renoir, francouzský impresionistický malíř (* 25. února 1841)
- 1937
  - Attila József, maďarský básník (* 11. dubna 1905)
  - Šalva Eliava, gruzínský politik (* 30. září 1883)
- 1939 – Luisa Sasko-Koburská, britská princezna (* 18. března 1848)
- 1943 – Stefan Bryła, polský stavební inženýr a poslanec Sejmu (* 17. srpna 1886)
- 1950 – Pavel Bažov, ruský spisovatel (* 27. ledna 1879)
- 1956
  - Felix Bernstein, německý matematik (* 24. února 1878)
  - Alexandr Rodčenko, sovětský fotograf a výtvarník (* 5. prosince 1891)
- 1958 – Sergej Nikolajevič Sergejev-Censkij, sovětský spisovatel (* 30. září 1875)
- 1963 – Elizabeth Bentley, americká špiónka pracující pro Sovětský svaz (* 1. ledna 1908)
- 1968 – Jana Nováková, česká filmová herečka a modelka (* 25. září 1948)
- 1972 – Bill Johnson, americký kontrabasista (* 10. srpna 1872)
- 1976 – Alexandr Alexandrovič Novikov, velitel sovětského letectva během druhé světové války (* 19. listopadu 1900)
- 1979 – Dhyan Chand, indický pozemní hokejista (* 29. srpna 1905)
- 1980 – Oswald Mosley, vůdce britského fašismu (* 16. listopadu 1896)
- 1986 – Jiří Taufer, básník a překladatel (* 5. července 1911)
- 1994 – Albert Marenčin, slovenský spisovatel (* 26. července 1922)
- 1995 – Alexandr Kajdanovskij, ruský herec, scenárista a režisér (* 23. července 1946)
- 1996 – Georges Duby, francouzský historik (* 7. října 1919)
- 1999 – Scatman John, americký zpěvák (* 13. března 1942)
- 2000 – Gwendolyn Brooksová, americká básnířka (* 7. června 1917)
- 2001 – Juan José Arreola, mexický spisovatel (* 21. září 1918)
- 2003 – David Hemmings, britský herec a režisér (* 1941)
- 2008 – Robert Zajonc, polsko-americký psycholog (* 23. listopadu 1923)
- 2015 – Scott Weiland, americký zpěvák – textař ze skupiny Stone Temple Pilots, Velvet Revolver (* 27. října 1967)
- 2021
  - Lamine Diack, atlet, funkcionář světové atletiky senegalského původu (* 7. června 1933)
  - Horst Eckel, německý fotbalista (* 8. února 1932)

## Svátky

### Česko
- Svatoslav
- Xaver, Xaverie
- Lucius

### Římskokatolický církevní kalendář
- svatý František Xaverský (památka)

### Svět
- Mezinárodní den osob se zdravotním postižením

## Pranostiky

### Česko
- O svatém Františku Xaveru ledový vítr fičí od severu.

| 3. prosinec v pražském KlementinuÚdaje jsou platné k 8. 7. 2025. | 3. prosinec v pražském KlementinuÚdaje jsou platné k 8. 7. 2025. | 3. prosinec v pražském KlementinuÚdaje jsou platné k 8. 7. 2025. |
| minimum                                                          | denní průměr                                                     | maximum                                                          |
| ---------------------------------------------------------------- | ---------------------------------------------------------------- | ---------------------------------------------------------------- |
| −14,4 °C (1855)                                                  | 2,4 °C (od 1961)                                                 | 14,3 °C (1779)                                                   |